# Acetilacija histonov
Acetilacijo oz. deacetilacijo histonov regulirata histonska acetiltransferaza (HAT) oz. histonska deacetilaza (HDAC). 
Acetilacija oz. deacetilacija poteka na N-terminalnem delu proteina. Na lizinskih ostankih pri vseh štirih histonskih proteinih, ki tvorijo nukleosom . Acetilacija histonov je povezana s transkripcijsko aktivnostjo kromatina, deacetilacija histonov pa poteka v neaktivnem kromatinu . 
Znano je da acetilacija lizinskih ostankov nevtralizira naboj histonov, in s tem reducira njihovo afiniteto do negativno nabite DNA. Zaradi slabšega stika med DNA in nukleosomom se lahko veriga DNA dekondenzira in lahko pride do transkripcije .
To dokazuje tudi dejstvo, da so transkripcijsko aktivna mesta evkromatina hiperacetilirana, mesta neaktivnega heterokromatina pa so hipoacetilirana. Acetilacija histonov pa ne vpliva samo na afiniteto histonov do DNA, ampak vpliva tudi na interakcije med histoni in interakcije histonov z drugimi regulatornimi proteini . S tem acetilacija ne vpliva samo na transkripcijsko aktivnost kromatina, ampak je pomembna tudi pri procesih kot so replikacija in nastanek nukleosoma, pri procesu pakiranja kromatina in pri interakcijah ne-histonskih proteinov z nukleosomom.
Obstajata dve skupini HAT encimov. Tip A HAT encimov se nahaja v jedru, tip B pa v citoplazmi, kjer je tudi zelo mobilen. Encimi HAT tipa B acetilirajo na novo nastale histona v citoplazmi, ti se nato transportirajo v jedro celice, kjer se deacetilirajo in se vključijo v kromatin. Encimi HAT tipa A pa acetilirajo histone v jedru. Acetilirajo histone, ki so del nukleosoma in s tem regulirajo transkripcijsko aktivnost DNA.
HDAC encimi pa vzdržujejo ravnotežje med acetiliranimi in deacetiliranimi nukleosomi. Tudi pri teh encimih najdemo dve skupini encimov. En tip encimov se nahaja v citoplazmi en tip pa v jedru .
Delovanje HAT in HADS pa ni omejeno le na histone, ampak vplivajo tudi na druge transkripcijske faktorje, kot so p53 , GATA-1 , GATA-2 , GATA-3 , EKLF , AML1  in na nekatere jedrne hormonske receptorje tako acetilacija histonskih in ne-histonskih proteinov vpliva na procese kot so regulacija transkripcije, degradacija proteinov, utišanje genov, popravljanje DNA in na celični cikel .